# Jardín Botánico de Auvergne
El Jardín Botánico de Auvergne (en francés: Jardin botanique d'Auvergne,también conocido como Jardín botanique d'essais de Royat-Charade) es un jardín botánico de reciente creación de 9 hectáreas de extensión, especializado en las plantas que se encuentran en la zona de Royat, Puy-de-Dôme, Francia.

## Localización
Tiene tres localizaciones para presentar según la altura las diferentes asociaciones de plantas:
- Las series de Vegetación de los Llanos y las Colinas, en una ubicación en la comuna de Blanzat, (jardín en desarrollo)
- El jardín botánico de altitud en la ubicación de Charade, dedicado a las especies de plantas de las montañas de Auvergne, (dirección: Charade, route départementale N° 5, 63130 Royat)
- Las series de vegetación de mayor altura situado en la aldea de Liournat, acoge las plantas características de Sancy, (Dirección: Liournat, 63 Saint-Sauves d'Auvergne)

La altitud media es de 830 m s. n. m.
Está abierto al público en los meses cálidos del año y sin pagar ninguna tarifa de visita.

## Historia
El jardín botánico fue creado en el 2007 como empresa común entre la asociación del Jardin en Herbes y la ciudad de Royat. 
Se inició con una plantación de más de 150 tipos de flora local, y en 2008 comenzó una colaboración con el Conservatoire Botanique National du Massif Central. 

## Colecciones
Actualmente el jardín botánico se exhiben en diferentes secciones agrupadas como:
- Área de Recepción
- Jardin de altitud con plantas del Macizo Central o de áreas sub-Alpinas,
- Plantas de setos
- Reconstrucción del bosque cerrado, y de zonas abiertas
- Pradera
- Zona de arroyo de valles
- Jardín mágico basado en las creencias populares
- Jardín etnobotánico
- Espacio reservado para el estudio científico de diferentes especies de plantas

Celebración de la fiesta de otoño o fiesta de la manzana con la recogida de las manzanas de los grandes y añosos manzanos que podados de sus viejas ramas muertas y renovados producen una rica cosecha de manzanas que son trituradas y su zumo vendido fresco entre los asistentes para recolección de fondos para el jardín. La próxima fiesta está prevista para el 8 de octubre de 2011.